# Desiree Noferini
Desirée Noferini (* 3. April 1987 in Bagno a Ripoli, Toskana) ist eine italienische Schauspielerin und Model. Bekannt wurde sie durch den Kinofilm Reich und verdorben. Neben mehreren Kinorollen spielte sie auch in mehreren Fernsehserien mit.

## Filmografie (Auswahl)
- 2008: Reich und verdorben (Un gioco da ragazze) – Regie: Matteo Rovere
- 2010: Venti sigarette – Regie: Aureliano Amadei
- 2010: Non c’è tempo per gli eroi – Regie: Andrea Mugnaini
- 2012: La vita che corre – Regie: Fabrizio Costa
- 2014: Seconda primavera – Regie: Francesco Calogero